# Kabinett Buttel
Das Kabinett Buttel bildete vom 13. Dezember 1849 bis 1. Mai 1851 die von Großherzog August I. berufene Landesregierung des Großherzogtums Oldenburg.
Die Neubildung des Kabinetts wurde notwendig, da der bisherige Staatsminister Johann Heinrich Jakob Schloifer zurücktrat, nachdem er keine Einigung zwischen Großherzog und Landtag über das politische Verhältnis Oldenburgs zu Preußen, konkret zum Beitritt zum Dreikönigsbündnis (später Erfurter Union) erreichen konnte. Eine Mehrheit aus katholischen und demokratischen Abgeordneten lehnte eine engere Anlehnung an Preußen aus unterschiedlichen Gründen ab.
Der gemäßigte Liberale Dietrich Christian von Buttel versuchte zwischen der großdeutsch-katholischen und linksliberalen Landtagsmehrheit und dem Großherzog weiter zu vermitteln. Sein Hauptinteresse war dabei einerseits den Beitritt zum Dreikönigsbündnis zu erreichen und andererseits das liberale Staatsgrundgesetz von 1849 zu erhalten. Durch eine Landtagsauflösung konnte er so viel Zeit gewinnen, dass der Beitritt zur Erfurter Union durch die außenpolitischen Entwicklungen zwischen Preußen und Österreich im Herbst 1850 schon gegenstandslos geworden war.
Zu einem schweren Konflikt zwischen von Buttel und dem Großherzog kam es, als im Mai 1850 Dänemark und Russland dem Erbgroßherzog Nikolaus Friedrich Peter die dänische Thronfolge anboten, um durch die Inthronisation eines deutschen Prinzen die Schleswig-Holstein-Frage zu entschärfen und den Verbleib der beiden Herzogtümer bei Dänemark zu sichern. Der legitimistisch denkende August I. stimmte, von der seinem Hause winkenden Königskrone geblendet, voreilig zu und löste damit eine interne Regierungskrise aus, die bis zum Herbst 1850 andauerte. Buttel wandte sich aus nationalen und landespolitischen Gründen sofort gegen den dänisch-russischen Vorschlag und drohte mehrfach mit seinem Rücktritt. Als der Erbgroßherzog im September 1850 verklausuliert die Kandidatur ablehnte, musste auch der Großherzog auf den Plan verzichten.
Die Differenzen zwischen ihm und der Regierung waren damit jedoch keineswegs beendet. Um eine Verständigung mit dem Parlament zu ermöglichen, wandte sich Buttel gegen die vom Großherzog angestrebte Vergrößerung des oldenburgischen Truppenkontingents. Durch eine erneute Rücktrittsdrohung konnte er August I. zum Nachgeben und zur Herabsetzung des Militärbudgets bewegen. Der neugewählte Landtag lehnte jedoch auch den reduzierten Militärhaushalt ab und bestand auf weiteren Streichungen. Buttel sah darin einen Misstrauensantrag gegen seine Person und erklärte seinen Rücktritt, den der Großherzog am 1. Mai 1851 widerstrebend akzeptierte. Mit der Ernennung des neuen konservativen Staatsministers Peter Friedrich Ludwig von Rössing begann die Reaktionsära im Großherzogtum Oldenburg.
| Amt                                                      | Name                             |
| -------------------------------------------------------- | -------------------------------- |
| Staatsminister, Justiz, Kirchen und Schulangelegenheiten | Dietrich Christian von Buttel    |
| Großherzogliches Haus und Äußeres                        | Wilhelm von Eisendecher          |
| Inneres                                                  | Karl von Berg                    |
| Finanzen                                                 | August Christian Ferdinand Krell |
| Militärangelegenheiten                                   | Berthold Diedrich Römer          |